# Iradž Choršídfár
Iradž Choršídfár (* 1941) je bývalý íránský zápasník.

## Sportovní kariéra
Zápasení se věnoval od útlého dětství. Na mezinárodní úrovni se prosazoval v zápasu řecko-římském. Na olympijských hrách nikdy nestartoval. Jeho největším úspěchem je třetí místo na mistrovství světa v Toledu v roce 1966 ve váze do 62 kg. Po skončení sportovní kariéry se věnoval trenérské práci.